# Hoang Ngan Nguyen
Nguyen Hoang Ngan (Hanoi, 21 ottobre 1984) è una karateka vietnamita.
Sorella del Ministero della Pubblica Sicurezza squadra di karate, che è stata soprannominata la "Regina del Kata". Lei è una allieva del Gran Maestro Doan Dinh Long (stile Karate-do Suzucho). È nata a Dong Da, Hanoi, poi viene reclutata in Vietnam nel team di karate e spesso gli allenatori stranieri la hanno addestrata nel kata. È una lottatrice Vietnamita di karate, e ha vinto la medaglia d'oro nei Campionati del Mondo di Karate a Tokyo (Giappone) nel 2008 [1], Medaglia d'oro per i singoli (Kata) delle donne ai Giochi Mondiali di Kaohsiung, Taiwan nel 2009 [2], il campionato di karate mondiale tenutasi in Grecia nel 2006 [3] e il mondo della Coppa Karatedo Kobe-Osaka Cup in Bulgaria nel 2007 [4]. Inoltre ha vinto la medaglia d'argento per il singolare femminile e la squadra medaglia di bronzo femminile a SEA Games 24. Hoang Ngan Nguyen è stata ufficialmente riconosciuta nel World Games produttività 9 ° posto dal 25/7 al 2013/04/08 nella città di Cali, in Colombia.
Nei giochi mondiali del 2013 dispone di 32 discipline sportive e 4 partite spettacoli ufficiali. Combattimenti di gruppo nel programma della competizione ufficiale del congresso comprendono Sumo, Karate e Ju -Jitsu. Come i pugili eseguiti (kata) di primo piano, Hoang Ngan Nguyen è idonea a partecipare al congresso che il Karatedo Federazione mondiale ha tenuto. Lei è in procinto di recuperare un infortunio al ginocchio, dopo aver vinto la medaglia d'oro al German Open nel settembre dello scorso anno. Dopo questo torneo, ebbe un intervento chirurgico. Prima di allora, aveva trascorso un lungo periodo di cura e di azione per due anni prima di tornare al German Open nel 2012.
Hoang Ngan Nguyen pratica lo stile Shitō-ryū